# میدان کوه آرارات (بوئنوس آیرس)
میدان کوه آرارات (اسپانیایی: Plazoleta Monte Ararat‎) یک پارک کوچک می‌باشد که در محله پالرمو، بوئنوس آیرس واقع شده است.

## نگارخانه

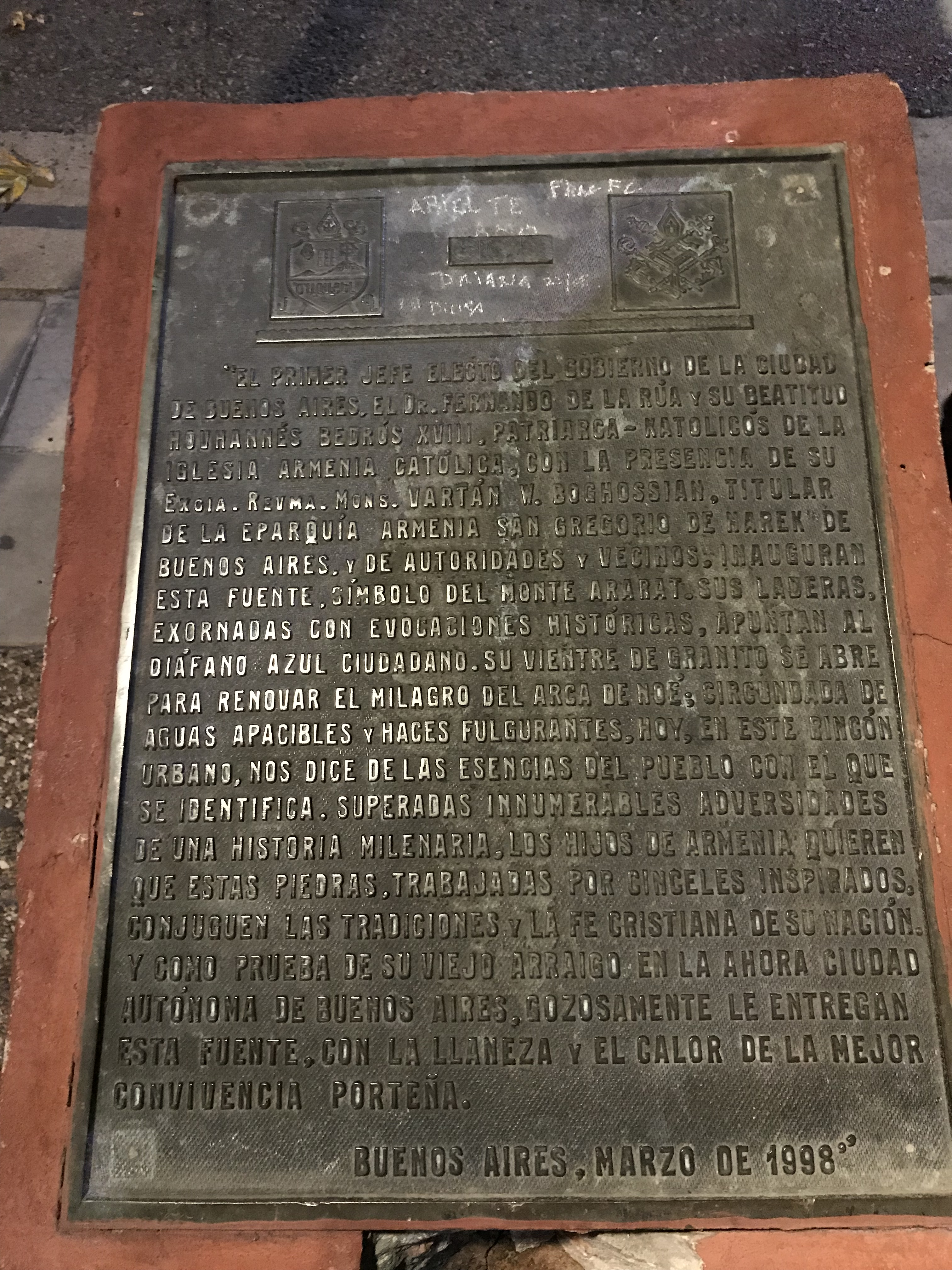
Commemorative plaque